# Parco nazionale e riserva di Lake Clark
Il parco nazionale e riserva di Lake Clark (in inglese: Lake Clark National Park and Preserve) è un parco nazionale situato in Alaska, negli Stati Uniti d'America.